# Grafmonument van pastoor G.J. Evers
Het grafmonument van pastoor G.J. Evers op de begraafplaats bij de Sint-Vituskerk in het Friese Blauwhuis is een rijksmonument.

## Achtergrond
Gerrit Jan Evers (1824-1892) werd geboren in Zwolle. Hij was enige tijd kapelaan in Drenthe, voor hij in 1866 werd benoemd tot pastoor van de parochie Sensmeer (Blauwhuis). Hij was betrokken bij de bouw van de Sint-Vituskerk, ontworpen door architect Pierre Cuypers. Evers overleed na een langdurig ziekbed op 68-jarige leeftijd in zijn woonplaats Westhem.

## Beschrijving
Het monument bestaat uit een piëta, een beeld van Maria met haar overleden zoon Jezus op schoot, op een hoog voetstuk.
De zeshoekige sokkel is samengesteld uit geprofileerde delen en versierd met een decoratieve rand met gotisch boogmotief aan de bovenzijde. Aan de voorzijde is een plaquette aangebracht met de inscriptie: 

Gedenkt uwen geestelijken leidsman
den WelEerw Heer G.J. Evers
geb. te Zwolle 8 Jan. 1824.
Pastoor te Sensmeer (Blauwhuis)
8 maart 1866, voorzien van de H.H.
Sacramenten. overl. 26 Nov. 1892
R.I.P. 

## Waardering
Het grafmonument werd in 2002 in het monumentenregister opgenomen, met als reden: het is van "algemeen cultuurhistorisch belang: als bijzondere uitdrukking van een geestelijke symboliek binnen een culturele/geestelijke ontwikkeling; vanwege de esthetische kwaliteit van het ontwerp; vanwege materiaalgebruik, ornamentiek en gaafheid; als essentieel onderdeel van een groter geheel dat cultuurhistorisch en architectuurhistorisch van nationaal belang is."